# 特倫頓鎮區 (愛荷華州亨利縣)
特倫頓鎮區（英語：Trenton Township）是位於美國愛荷華州亨利縣的一個行政鎮區。

## 地方資料
根據2010年美國人口普查的數據，特倫頓鎮區的面積為94.22平方千米，當中陸地面積為93.23平方千米，而水域面積為0.99平方千米。當地共有人口194人，而人口密度為每平方千米2.06人。